# Abbaye de la Noë
Pour les articles homonymes, voir La Noë.
L’abbaye de la Noë (parfois orthographiée la Noé) est une ancienne abbaye cistercienne, fondée au XIIe siècle par des cisterciens de l'abbaye Notre-Dame de Jouy, et qui était située sur le territoire de l'actuelle commune de La Bonneville-sur-Iton, dans le département de l'Eure.

## Histoire

### Fondation
L'abbaye est fondée en 1144 ou 1145 par Mathilde l'Emperesse, fille du roi d'Angleterre Henri Ier et duchesse de Normandie. Peu de temps après, Roger de Baudemont, seigneur de Houlbec, lui donne la terre de Chantelou, appelée plus tard la Moinerie, d'une contenance de 474 acres où une première grange est fondée avant 1165.

### Au Moyen Âge
L'abbaye, comme les autres abbayes cisterciennes, fonde sa subsistance sur le travail des moines. Ces derniers commencent par mettre en valeur les terres  marécageuses qui leur ont été attribuées.
Ils créent ou reçoivent ensuite des granges plus ou moins éloignées de l'abbaye (par exemple celle dite de « Chantelou » et plus tard de « La Moinerie » à Houlbec-Cocherel) et copient des documents dans le scriptorium, aussi bien profanes (l'abbaye est notamment connue pour avoir copié des documents relatifs à la légende de la guerre de Troie) que religieux.
L'abbaye est, comme de nombreuses autres au Moyen Âge, le lieu d'inhumation de nobles. La Noë est particulièrement connue pour être la sépulture d'une partie du corps de Philippe le Hardi.

### La commende
Comme la majorité des abbayes européennes, celle de la Noë passe sous le régime de la commende sans doute au début du XVIe siècle à la suite du concordat de Bologne. L'abbé commendataire, qui n'est souvent ni un religieux, ni même, après quelques décennies, un clerc, s'arroge les revenus de l'abbaye et les consacre à son propre usage. Au XVIIe siècle, le déclin de l'abbaye s'accompagne d'une dégradation de ses dépendances.

## Architecture et description
L'abbaye est fermée et vendue comme bien national à la Révolution. Il n'en reste que quelques ruines.

## Filiation et dépendances
La Noë est fille de Notre-Dame de Jouy et possède des granges plus ou moins éloignées de l'abbaye :
- celle dite de « Chantelou » et plus tard
- celle de « La Moinerie » à Houlbec-Cocherel, inscrite aux Monuments historiques[4].